# Municipio de Riva Palacio
El municipio de Riva Palacio es uno de los 67 municipios en que se divide el estado mexicano de Chihuahua. Su cabecera es el pueblo de San Andrés.

## Geografía
El municipio de Riva Palacio se encuentra localizado en la zona central del estado de Chihuahua, sus límites son al norte con el municipio de Namiquipa, al este con del municipio de Chihuahua, al oeste con el municipio de Cuauhtémoc y al sur con el municipio de Santa Isabel.

## Demografía
Según el Conteo de Población y Vivienda de 2005 realizado por el Instituto Nacional de Estadística y Geografía, la población del municipio de Riva Palacio es de 7,811 habitantes, de los cuales 3,984 son hombres y 3,877 son mujeres.

### Localidades
En el censo de 2020 el municipio de Riva Palacio contaba con 100 localidades.
| Código INEGI      | Localidad         | Población (2020) |
| ----------------- | ----------------- | ---------------- |
| 080540001         | San Andrés        | 702              |
| Otras localidades | Otras localidades | 6 993            |
| Total municipal   | Total municipal   | 7 695            |

Las localidades que presentan mayor población después de la cabecera municipal son principalmente campos agrícolas habitados por menonitas, que se denominan "Campo" seguido de un número.

## Política

### Presidentes Municipales
- (2004 - 2007): Manuela Hernández Colomo
- (2007 - 2010): Jesús Héctor Chacón Robles
- (2010 - 2013): Francisco Alan Robles Terrazas
- (2013 - 2016): Salvador Chacón Rivera
- (2016 - 2019): Dr. Manuel Rodríguez Robles

### Representación legislativa
Para la elección de los Diputados locales y federales, el municipio pertenece a los siguientes distritos:
Local:
- Distrito electoral local 14 de Chihuahua con cabecera en Cuauhtémoc.

Federal:
- VII Distrito Electoral Federal de Chihuahua con cabecera en Cuauhtémoc.